# The Wire/Episodenliste

Logo zur Serie

Diese Episodenliste enthält alle Episoden der US-amerikanischen Fernsehserie The Wire sortiert nach der US-amerikanischen Erstausstrahlung. Zwischen 2002 und 2008 entstanden in fünf Staffeln 60 Episoden. Die letzte Folge in den USA sendete HBO am 9. März 2008. Planungen für eine weitere Staffel gibt es nicht.
Eine Episode dauert regulär etwa 60 Minuten. Ausnahmen bilden Episode 50 mit 75 Minuten und die finale Episode (Nummer 60) mit 90 Minuten.

## Übersicht
| Staffel | Episodenanzahl | Erstausstrahlung USA | Erstausstrahlung USA | Deutschsprachige Erstausstrahlung | Deutschsprachige Erstausstrahlung |
| Staffel | Episodenanzahl | Staffelpremiere      | Staffelfinale        | Staffelpremiere                   | Staffelfinale                     |
| ------- | -------------- | -------------------- | -------------------- | --------------------------------- | --------------------------------- |
| 1       | 13             | 2. Juni 2002         | 8. September 2002    | 9. September 2008                 | 7. Dezember 2008                  |
| 2       | 12             | 1. Juni 2003         | 24. August 2003      | 14. Dezember 2008                 | 26. Februar 2009                  |
| 3       | 12             | 19. September 2004   | 19. Dezember 2004    | 2. Dezember 2009                  | 12. Februar 2010                  |
| 4       | 13             | 10. September 2006   | 10. Dezember 2006    | 5. März 2010                      | 4. Juni 2010                      |
| 5       | 10             | 6. Januar 2008       | 9. März 2008         | 11. Juni 2010                     | 9. Juli 2010                      |

## Staffel 1
Die Erstausstrahlung der ersten Staffel war vom 2. Juni bis zum 8. September 2002 im US-amerikanischen Pay-TV-Sender HBO zu sehen. Die deutschsprachige Erstausstrahlung sendete der deutsche Pay-TV-Sender FOX Channel vom 9. September bis zum 7. Dezember 2008.
| Nr. (ges.) | Nr. (St.) | Deutscher Titel | Originaltitel | Erstausstrahlung Vereinigte Staaten | Deutschsprachige Erstausstrahlung (D) | Regie           | Drehbuch                                                | Anfangszitat (Originalfassung, deutschsprachige Fassung)                                                      |
| ---------- | --------- | --------------- | ------------- | ----------------------------------- | ------------------------------------- | --------------- | ------------------------------------------------------- | --- |
| 1          | 1         | Das Ziel        | The Target    | 2. Juni 2002                        | 9. Sep. 2008                          | Clark Johnson   | David Simon, Ed Burns                                   | “…when it’s not your turn” „Lass die Scheiße von anderen die Scheiße von anderen sein.“ – McNulty             |
| 2          | 2         | Die Einheit     | The Detail    | 9. Juni 2002                        | 21. Sep. 2008                         | Clark Johnson   | David Simon, Ed Burns                                   | “You cannot lose if you do not play.” „Du kannst nicht verlieren, wenn du nicht spielst.“ – Marla Daniels     |
| 3          | 3         | Die Geschäfte   | The Buys      | 16. Juni 2002                       | 28. Sep. 2008                         | Peter Medak     | David Simon, Ed Burns                                   | “The king stay the king.” „Der König bleibt der König.“ – D’Angelo                                            |
| 4          | 4         | Offene Akten    | Old Cases     | 23. Juni 2002                       | 5. Okt. 2008                          | Clement Virgo   | David Simon, Ed Burns                                   | “Thin line ’tween heaven and here.” „Direkt aus dem Himmel wieder zurück.“ – Bubbles                          |
| 5          | 5         | Der Pager-Code  | The Pager     | 30. Juni 2002                       | 12. Okt. 2008                         | Clark Johnson   | David Simon, Ed Burns                                   | “…a little slow, a little late.” „Ein bisschen zu langsam, ein bisschen zu spät.“ – Avon Barksdale            |
| 6          | 6         | Die Abhöraktion | The Wire      | 7. Juli 2002                        | 19. Okt. 2008                         | Ed Bianchi      | David Simon, Ed Burns                                   | “…and all the pieces matter.” „Und alle Teile sind wichtig.“ – Freamon                                        |
| 7          | 7         | Überführt       | One Arrest    | 21. Juli 2002                       | 26. Okt. 2008                         | Joe Chappelle   | David Simon, Ed Burns, Rafael Alvarez                   | “A man must have a code.” „Ein Mann braucht einen Ehrenkodex.“ – Bunk                                         |
| 8          | 8         | Lektionen       | Lessons       | 28. Juli 2002                       | 2. Nov. 2008                          | Gloria Muzio    | David Simon, Ed Burns                                   | “Come at the king, you best not miss.” „Wer auf den König losgeht, sollte ihn besser nicht verfehlen.“ – Omar |
| 9          | 9         | Spieltag        | Game Day      | 4. Aug. 2002                        | 9. Nov. 2008                          | Milčo Mančevski | David Simon, Ed Burns, David H. Melnick, Shamit Choksey | “Maybe we won.” „Vielleicht haben wir gewonnen.“ – Herc                                                       |
| 10         | 10        | Der Preis       | The Cost      | 11. Aug. 2002                       | 16. Nov. 2008                         | Brad Anderson   | David Simon, Ed Burns                                   | “And then he dropped the bracelets…” „Dann hat er die Handschellen fallen lassen.“ – Greggs                   |
| 11         | 11        | Die Jagd        | The Hunt      | 18. Aug. 2002                       | 23. Nov. 2008                         | Steve Shill     | David Simon, Ed Burns, Joy Lusco                        | “Dope on the damn table.” „Stoff auf den verdammten Tisch.“ – Daniels                                         |
| 12         | 12        | Die Säuberung   | Cleaning Up   | 1. Sep. 2002                        | 30. Nov. 2008                         | Clement Virgo   | David Simon, Ed Burns, George Pelecanos                 | “This is me, yo, right here.” „Das bin ich, yo, genau hier.“ – Wallace                                        |
| 13         | 13        | Das Urteil      | Sentencing    | 8. Sep. 2002                        | 7. Dez. 2008                          | Tim Van Patten  | David Simon, Ed Burns                                   | “all in the game…” „Es gehört alles zum Spiel.“ – Traditional West Baltimore                                  |

## Staffel 2
Die Erstausstrahlung der zweiten Staffel war vom 1. Juni bis zum 24. August 2003 im US-amerikanischen Pay-TV-Sender HBO zu sehen. Die deutschsprachige Erstausstrahlung sendete der deutsche Pay-TV-Sender FOX Channel vom 14. Dezember 2008 bis zum 26. Februar 2009.
| Nr. (ges.) | Nr. (St.) | Deutscher Titel          | Originaltitel     | Erstausstrahlung Vereinigte Staaten | Deutschsprachige Erstausstrahlung (D) | Regie                | Drehbuch                      | Anfangszitat (Originalfassung, deutschsprachige Fassung)                                                                             |
| ---------- | --------- | ------------------------ | ----------------- | ----------------------------------- | ------------------------------------- | -------------------- | ----------------------------- | --- |
| 14         | 1         | Im Hafen                 | Ebb Tide          | 1. Juni 2003                        | 14. Dez. 2008                         | Ed Bianchi           | David Simon, Ed Burns         | “Ain’t never gonna be what it was.” „Es wird nie wieder, wie es mal war.“ – Little Big Roy                                           |
| 15         | 2         | Griechischer Wein        | Collateral Damage | 8. Juni 2003                        | 21. Dez. 2008                         | Ed Bianchi           | David Simon, Ed Burns         | “They can chew you up, but they gotta spit you out.” „Sie können dich durchkauen, aber sie müssen dich wieder ausspucken.“ – McNulty |
| 16         | 3         | Falscher Stoff           | Hot Shots         | 15. Juni 2003                       | 28. Dez. 2008                         | Elodie Keene         | David Simon, Ed Burns         | “What they need is a union.” „Sie brauchen eine Gewerkschaft.“ – Russell                                                             |
| 17         | 4         | Nicht mit uns            | Hard Cases        | 22. Juni 2003                       | 1. Jan. 2009                          | Elodie Keene         | David Simon, Joy Lusco        | “If I hear the music, I’m gonna dance.” „Wenn ich die Musik höre, will ich auch tanzen.“ – Greggs                                    |
| 18         | 5         | Neue Fälle, alte Freunde | Undertow          | 29. Juni 2003                       | 8. Jan. 2009                          | Steve Shill          | David Simon, Ed Burns         | “They used to make steel there, no?” „Da haben sie Stahl gekocht, nicht?“ – Spiros Vondas                                            |
| 19         | 6         | Ende des Vorspiels       | All Prologue      | 6. Juli 2003                        | 15. Jan. 2009                         | Steve Shill          | David Simon, Ed Burns         | “It don’t matter that some fool say he different…” „Ich geb nichts drauf, wenn jemand sagt, er hätte sich verändert.“ – D’Angelo     |
| 20         | 7         | Wer sich treu bleibt     | Backwash          | 13. Juli 2003                       | 22. Jan. 2009                         | Thomas J. Wright     | David Simon, Rafael Alvarez   | “Don’t worry, kid. You’re still on the clock.” „Keine Sorge, zählt alles zur Arbeitszeit.“ – Horseface                               |
| 21         | 8         | Zurück zu den Wurzeln    | Duck and Cover    | 27. Juli 2003                       | 29. Jan. 2009                         | Daniel Attias        | David Simon, George Pelecanos | “How come they don’t fly away?” „Warum fliegen die nicht einfach weg?“ – Ziggy                                                       |
| 22         | 9         | Querschläger             | Stray Rounds      | 3. Aug. 2003                        | 5. Feb. 2009                          | Tim Van Patten       | David Simon, Ed Burns         | “The world is a smaller place now.” „Die Welt ist um einiges kleiner geworden.“ – The Greek                                          |
| 23         | 10        | Storm Warnings           | Storm Warnings    | 10. Aug. 2003                       | 12. Feb. 2009                         | Rob Bailey           | David Simon, Ed Burns         | “It pays to go with the union card every time.” „Einem Gewerkschaftsmitglied zu vertrauen, zahlt sich immer aus.“ – Ziggy            |
| 24         | 11        | Bad Dreams               | Bad Dreams        | 17. Aug. 2003                       | 19. Feb. 2009                         | Ernest R. Dickerson  | David Simon, George Pelecanos | “I need to get clean.” „Jetzt wird reiner Tisch gemacht.“ – Sobotka                                                                  |
| 25         | 12        | Geschäfte, nur Geschäfte | Port in a Storm   | 24. Aug. 2003                       | 26. Feb. 2009                         | Robert F. Colesberry | David Simon, Ed Burns         | “Business. Always business.” „Geschäftlich. Immer geschäftlich.“ – The Greek                                                         |

## Staffel 3
Die Erstausstrahlung der dritten Staffel war vom 19. September bis zum 19. Dezember 2004 im US-amerikanischen Pay-TV-Sender HBO zu sehen. Die deutschsprachige Erstausstrahlung sendete der deutsche Pay-TV-Sender FOX Channel vom 2. Dezember 2009 bis zum 12. Februar 2010.
| Nr. (ges.) | Nr. (St.) | Deutscher Titel                | Originaltitel        | Erstausstrahlung Vereinigte Staaten | Deutschsprachige Erstausstrahlung (D) | Regie               | Drehbuch                      | Anfangszitat (Originalfassung, deutschsprachige Fassung) |
| ---------- | --------- | ------------------------------ | -------------------- | ----------------------------------- | ------------------------------------- | ------------------- | ----------------------------- | --- |
| 26         | 1         | Genau wie immer                | Time After Time      | 19. Sep. 2004                       | 2. Dez. 2009                          | Ed Bianchi          | David Simon, Ed Burns         | “Don’t matter how many times you get burnt, you just keep doin’ the same.” „Egal, wie oft du auf die Fresse fällst, du machst immer denselben Fehler.“ – Bodie |
| 27         | 2         | Bei allem Respekt              | All Due Respect      | 26. Sep. 2004                       | 9. Dez. 2009                          | Steve Shill         | David Simon, Richard Price    | “There’s never been a paper bag.” „Es hat nie eine Papiertüte gegeben.“ – Colvin                                                                               |
| 28         | 3         | Abschied nehmen                | Dead Soldiers        | 3. Okt. 2004                        | 16. Dez. 2009                         | Rob Bailey          | David Simon, Dennis Lehane    | “The gods will not save you.” „Die Götter werden sie nicht retten.“ – Burrell                                                                                  |
| 29         | 4         | Amsterdam                      | Hamsterdam           | 10. Okt. 2004                       | 23. Dez. 2009                         | Ernest R. Dickerson | David Simon, George Pelecanos | “Why you got to go and fuck with the program?” „Warum müssen sie jetzt plötzlich alles durcheinander bringen?“ – Fruit                                         |
| 30         | 5         | Aufrecht und ehrlich           | Straight and True    | 17. Okt. 2004                       | 8. Jan. 2009                          | Daniel Attias       | David Simon, Ed Burns         | “I had such fuckin’ hopes for us.” „Ich hatte so große Hoffnungen für uns.“ – McNulty                                                                          |
| 31         | 6         | Heimkehr                       | Homecoming           | 31. Okt. 2004                       | 8. Jan. 2010                          | Leslie Libman       | David Simon, Rafael Alvarez   | “Just a gangster, I suppose.” „Nur ein Gangster, nehme ich an.“ – Avon Barksdale                                                                               |
| 32         | 7         | Ruf doch mal an                | Back Burners         | 7. Nov. 2004                        | 15. Jan. 2010                         | Tim Van Patten      | David Simon, Joy Lusco        | “Conscience do cost.” „Ein Gewissen ist teuer.“ – Butchie |
| 33         | 8         | Kriegsausbruch                 | Moral Midgetry       | 14. Nov. 2004                       | 22. Jan. 2010                         | Agnieszka Holland   | David Simon, Richard Price    | “Crawl, walk, and then run.” „Kriechen, gehen und dann rennen.“ – Clay Davis                                                                                   |
| 34         | 9         | Die freie Zone                 | Slapstick            | 21. Nov. 2004                       | 19. Jan. 2010                         | Alex Zakrzewski     | David Simon, George Pelecanos | “…while you’re waiting for moments that never come.” „…während du auf die Augenblicke wartest, die niemals kommen.“ – Freamon                                  |
| 35         | 10        | Der Neustart                   | Reformation          | 28. Nov. 2004                       | 29. Jan. 2010                         | Christine Moore     | David Simon, Ed Burns         | “Call it a crisis of leadership.” „Nennen wir es eine Führungskrise.“ – Proposition Joe                                                                        |
| 36         | 11        | Leben und Sterben in Baltimore | Middle Ground        | 12. Dez. 2004                       | 5. Feb. 2010                          | Joe Chappelle       | David Simon, George Pelecanos | “We ain’t gotta dream no more, man.” „Zu träumen brauchen wir nicht mehr, Mann.“ – Stringer Bell                                                               |
| 37         | 12        | Letzte Wahrheit                | Mission Accomplished | 19. Dez. 2004                       | 12. Feb. 2010                         | Ernest R. Dickerson | David Simon, Ed Burns         | “We fight on that lie.” „Wir kämpfen für diese Lüge.“ – Slim Charles                                                                                           |

## Staffel 4
Die Erstausstrahlung der vierten Staffel war vom 10. September bis zum 10. Dezember 2006 im US-amerikanischen Pay-TV-Sender HBO zu sehen. Die deutschsprachige Erstausstrahlung sendete der deutsche Pay-TV-Sender FOX Channel vom 5. März bis zum 4. Juni 2010.
| Nr. (ges.) | Nr. (St.) | Deutscher Titel                       | Originaltitel      | Erstausstrahlung Vereinigte Staaten | Deutschsprachige Erstausstrahlung (D) | Regie               | Drehbuch                   | Anfangszitat (Originalfassung, deutschsprachige Fassung)                                                                                          |
| ---------- | --------- | ------------------------------------- | ------------------ | ----------------------------------- | ------------------------------------- | ------------------- | -------------------------- | --- |
| 38         | 1         | Ruhe in Baltimore                     | Boys of Summer     | 10. Sep. 2006                       | 5. März 2010                          | Joe Chappelle       | David Simon, Ed Burns      | “Lambs to the slaughter here.” „Lämmer zur Schlachtbank.“ – Marcia Donnelly                                                                       |
| 39         | 2         | Sanfte Augen                          | Soft Eyes          | 17. Sep. 2006                       | 12. März 2010                         | Christine Moore     | Ed Burns, David Mills      | “I still wake up white in a city that ain’t.” „Ich wache immer noch als Weißer in einer Stadt auf, die dies nicht ist.“ – Carcetti                |
| 40         | 3         | Blut im Klassenzimmer                 | Home Rooms         | 24. Sep. 2006                       | 19. März 2010                         | Seith Mann          | Ed Burns, Richard Price    | “I love the first day, man. Everybody all friendly an’ shit.” „Ich liebe den ersten Tag, Mann. Da sind alle so scheiß-freundlich.“ – Namond Brice |
| 41         | 4         | Friedensbemühungen                    | Refugees           | 1. Okt. 2006                        | 26. März 2010                         | Jim McKay           | Ed Burns, Dennis Lehane    | “No one wins. One side just loses more slowly.” „Niemand gewinnt. Eine Seite verliert nur langsamer.“ – Prez                                      |
| 42         | 5         | Was wird aus Baltimore?               | Alliances          | 8. Okt. 2006                        | 2. Apr. 2010                          | David Platt         | David Simon, Ed Burns      | “If you with us, you with us.” „Wenn du einer von uns bist, bist du einer von uns.“ – Chris Partlow                                               |
| 43         | 6         | Alles für Baltimore                   | Margin of Error    | 15. Okt. 2006                       | 9. Apr. 2010                          | Daniel Attias       | Ed Burns, Eric Overmyer    | “Don’t try this shit at home.” „Versuch den Scheiß nicht in deiner Bude.“ – Norman Wilson                                                         |
| 44         | 7         | Was du nicht willst, das man dir tut… | Unto Others        | 29. Okt. 2006                       | 16. Apr. 2010                         | Anthony Hemingway   | Ed Burns, William F. Zorzi | “Aw yeah. That golden rule.” „Oh ja. Die goldene Regel.“ – The Bunk                                                                               |
| 45         | 8         | Eckverbindungen                       | Corner Boys        | 5. Nov. 2006                        | 23. Apr. 2010                         | Agnieszka Holland   | Ed Burns, Richard Price    | “We got our thing, but it’s just part of the big thing.” „Wir haben uns Ding, aber es ist nur Teil von der großen Sache.“ – Zenobia               |
| 46         | 9         | Die jungen Wilden                     | Know Your Place    | 12. Nov. 2006                       | 30. Apr. 2010                         | Alex Zakrzewski     | Ed Burns, Kia Corthron     | “Might as well dump ’em, get another.” „Da können sie sie auch wegwerfen, ein Neues kaufen.“ – Proposition Joe                                    |
| 47         | 10        | Alles für die Statistik               | Misgivings         | 19. Nov. 2006                       | 7. Mai 2010                           | Ernest R. Dickerson | Ed Burns, Eric Overmyer    | “World goin’ one way, people another.” „Die Welt entwickelt sich in eine Richtung, und die Menschen in eine andere.“ – Poot                       |
| 48         | 11        | Ein neuer Tag                         | A New Day          | 26. Nov. 2006                       | 14. Mai 2010                          | Brad Anderson       | David Simon, Ed Burns      | “You play in dirt, you get dirty.” „Wer sich im Dreck suhlt, wird dreckig.“ – McNulty                                                             |
| 49         | 12        | Auf eigenen Füßen                     | That’s Got His Own | 3. Dez. 2006                        | 21. Mai 2010                          | Joe Chappelle       | Ed Burns, George Pelecanos | “That all there is to it?” „Mehr brauche ich nicht zu wissen?“ – Bubbles                                                                          |
| 50         | 13        | Unterm Strich                         | Final Grades       | 10. Dez. 2006                       | 4. Juni 2010                          | Ernest R. Dickerson | David Simon, Ed Burns      | “If animal trapped call 410-844-6286.” „Wenn Tiere gefangen sind, rufen Sie diese Telefonnummer an.“ – Baltimore, traditional                     |

## Staffel 5
Die Erstausstrahlung der fünften Staffel war vom 6. Januar bis zum 9. März 2008 im US-amerikanischen Pay-TV-Sender HBO zu sehen. Die deutschsprachige Erstausstrahlung sendete der deutsche Pay-TV-Sender FOX Channel vom 11. Juni bis zum 9. Juli 2010.
| Nr. (ges.) | Nr. (St.) | Deutscher Titel            | Originaltitel         | Erstausstrahlung Vereinigte Staaten | Deutschsprachige Erstausstrahlung (D) | Regie                    | Drehbuch                      | Anfangszitat (Originalfassung, deutschsprachige Fassung) |
| ---------- | --------- | -------------------------- | --------------------- | ----------------------------------- | ------------------------------------- | ------------------------ | ----------------------------- | --- |
| 51         | 1         | Nägel ohne Köpfe           | More with Less        | 6. Jan. 2008                        | 11. Juni 2010                         | Joe Chappelle            | David Simon, Ed Burns         | “The bigger the lie, the more they believe.” „Je größer die Lüge, desto eher glauben sie’s.“ – Bunk                                                                |
| 52         | 2         | Schlagzeilen gefragt       | Unconfirmed Reports   | 13. Jan. 2008                       | 11. Juni 2010                         | Ernest R. Dickerson      | David Simon, William F. Zorzi | “This ain’t Aruba, bitch.” „Wir sind nicht auf Aruba, Arschloch.“ – Bunk                                                                                           |
| 53         | 3         | Erfolgsmeldungen           | Not for Attribution   | 20. Jan. 2008                       | 18. Juni 2010                         | Scott Kecken, Joy Kecken | David Simon, Chris Collins    | “They’re dead where it doesn’t count.” „Sie sind da gestorben, wo es keinen interessiert.“ – Fletcher                                                              |
| 54         | 4         | Jäger und Gejagte          | Transitions           | 27. Jan. 2008                       | 18. Juni 2010                         | Daniel Attias            | David Simon, Ed Burns         | “Buyer’s market out there.” „Guter Markt für Käufer.“ – Templeton                                                                                                  |
| 55         | 5         | Stimmenfang                | React Quotes          | 3. Feb. 2008                        | 25. Juni 2010                         | Agnieszka Holland        | David Simon, David Mills      | “Just ’cause they’re in the street doesn’t mean that they lack opinions.” „Nur weil sie auf der Straße leben, heißt das nicht, sie hätten keine Meinung.“ – Haynes |
| 56         | 6         | Der Dickens’sche Aspekt    | The Dickensian Aspect | 10. Feb. 2008                       | 25. Juni 2010                         | Seith Mann               | David Simon, Ed Burns         | “If you have a problem with this, I understand completely.” „Wenn sie ein Problem damit haben, dann verstehe ich das vollkommen.“ – Freamon                        |
| 57         | 7         | Wer Recht spricht          | Took                  | 17. Feb. 2008                       | 2. Juli 2010                          | Dominic West             | David Simon, Richard Price    | “They don’t teach it in law school.” „Das lernt keiner im Jurastudium.“ – Pearlman                                                                                 |
| 58         | 8         | Klarstellungen             | Clarifications        | 24. Feb. 2008                       | 2. Juli 2010                          | Anthony Hemingway        | David Simon, Dennis Lehane    | “A lie ain’t a side of a story. It’s just a lie.” „Eine Lüge ist keine Seite der Geschichte, nur eine Lüge.“ – Terry Hanning                                       |
| 59         | 9         | Späte Einsichten           | Late Editions         | 2. März 2008                        | 9. Juli 2010                          | Joe Chappelle            | David Simon, George Pelecanos | “Deserve got nuthin’ to do with it.” „Ob man es verdient hat, darauf kommt es nicht an.“ – Snoop                                                                   |
| 60         | 10        | Die Welt dreht sich weiter | –30–                  | 9. März 2008                        | 9. Juli 2010                          | Clark Johnson            | David Simon, Ed Burns         | “…the life of kings.” „…das Leben der Könige.“ – Henry L. Mencken                                                                                                  |